# Allò que tal vegada s'esdevingué
Allò que tal vegada s'esdevingué és una obra escrita per Joan Oliver i Sallarès, considerada una de les més reeixides de la seva primera etapa, i una de les més importants de la seva producció dramàtica. L'obra, com d'altres de l'autor, presenta dues versions: la primera data de 1936 i fou reeditada el 1970; la segona, de 1977, fou publicada dins Teatre original. Es tracta d'una obra satírica i de tipus avantguardista, on l'autor analitza les relacions familiars en mig d'una situació de conflicte.

## Història
L'obra es va presentar el 1936, quan Pere Quart tenia 31 anys, però aquesta versió va haver de ser modificada en ser considerada "massa moderna". A finals del franquisme un grup de joves va recuperar l'obra i la va presentar de nou el 1970, i fins i tot va ser presentada a Madrid durant la temporada 1975-1976. Posteriorment, se'n va realitzar una versió per a la televisió.
La temporada 1993-1994, Sala Cabanyes en va fer una versió, dirigida per Joan Peran, que va ser guanyadora de 7 guardons en diferents concursos de teatre amateur de Catalunya.

## Descripció
L'obra presenta set personatges més uns àngels i una veu en off –la de Jahvè–. L'autor, a l'hora de crear-los, s'ha basat en el primer llibre de l'Antic Testament, el Gènesi, però la valoració dels personatges ha estat completament invertida. Així, aquí els bons són els dolents i els dolents són els bons. El personatge central de l'obra és Caín (escrit en la forma antiga Caïm). Com en la Bíblia, el seu rival és Abel, però aquí el procés s'ha capgirat: Caïm s'ha convertit en l'individu positiu de la història. L'autor ens el presenta com un artista (pinta en una cova amagada). És un home nou, que fa ús d'unes noves armes: la protesta, el rebuig de tot allò imposat, el treball... Per dominar el seu entorn en té prou amb les seves forces. Abel és la contrafigura de Caïm: feble, envejós, covard i sense cap mena d'imaginació ni voluntat de domini. Acata sense vacil·lar l'autoritat i accepta tot el que estigués establert intentant utilitzar-ho en benefici propi. Caïm li inspira enveja i alhora por per la seva força i la seva superioritat; per protegir-se'n s'aixopluga en el pare, que el prefereix a Caïm. Nara, germana de Caïm i Abel, és presentada com una bestiola agradable, capritxosa, senzilla i despreocupada. És el centre de les disputes entre els seus dos germans per la possessió de la femella
La comèdia està estructurada en un acte i es clou amb un final obert. L'estructura evoluciona de manera paral·lela al personatge de Caïm, i així, quan ja s'ha plantejat la situació de l'obra, s'arriba al clímax: Caïm, negligint els advertiments, torna a saltar la tanca i s'apropia de la fruita de l'arbre de la vida. El desenllaç es produeix després de la mort d'Abel, quan Caïm rep el reconeixement de Jahvè a través d'un senyal que el protegeix.
Joan Oliver intenta, en aquesta obra, combinar un llenguatge literari ric, acurat i culte amb l'ús de registres populars, per tal d'obtenir espontaneïtat i fer-se més entenedor. El centre d'interès lingüístic se situa en el fet de la generació lingüística. En aquest sentit, Caïm manifesta que la capacitat de creació lingüística dona una categoria superior als éssers humans i els diferencia dels simis.
En general, els personatges usen un llenguatge clar i entenedor. Els diàlegs són vius i ràpids, amb predomini de frases curtes, d'exclamacions i preguntes. Tot això combinat amb elements que donen un cert to popular a l'obra, com l'ús d'expressions o frases fetes, d'exclamacions i d'insults.